# Een-West
Een-West is een buurtschap in de gemeente Noordenveld, in de Nederlandse provincie Drenthe. Het ligt net ten noorden van Haulerwijk en ten westen van Een. Onder het laatst genoemde dorp valt het formeel.
Een-West ligt vlak bij het drie-provinciën-punt van de provincies Groningen, Friesland en Drenthe. De grens van Drenthe heeft hier een wat merkwaardige hoek. Hij loopt namelijk ongeveer 2 kilometer (nagenoeg) naar het westen, dan ongeveer 1½ km naar het zuiden (langs de Landweer) en dan weer 4 km naar het oosten.
De grens is in 1717 als compromis ontstaan als gevolg van een grensconflict tussen de bewoners van Een en Leek. Het dorp Een liet zijn vee namelijk ver in het veengebied ten westen van het dorp, tot ver in het Groningse gebied, weiden. Men meende daarom, toen het economisch interessant werd vanwege de verveningen, het recht te hebben op het gebied (het huidige Breemen) – hoewel het altijd als Gronings bekendstond. Ter compensatie werd een deel(tje) aan Een toegewezen, het huidige Een-West. De uitstulping die de provinciegrens bij Een-West maakt, wordt wel het "neusje van Drenthe" genoemd.
Aan de weg van Een naar Een-West ligt de Zwartendijksterschans.

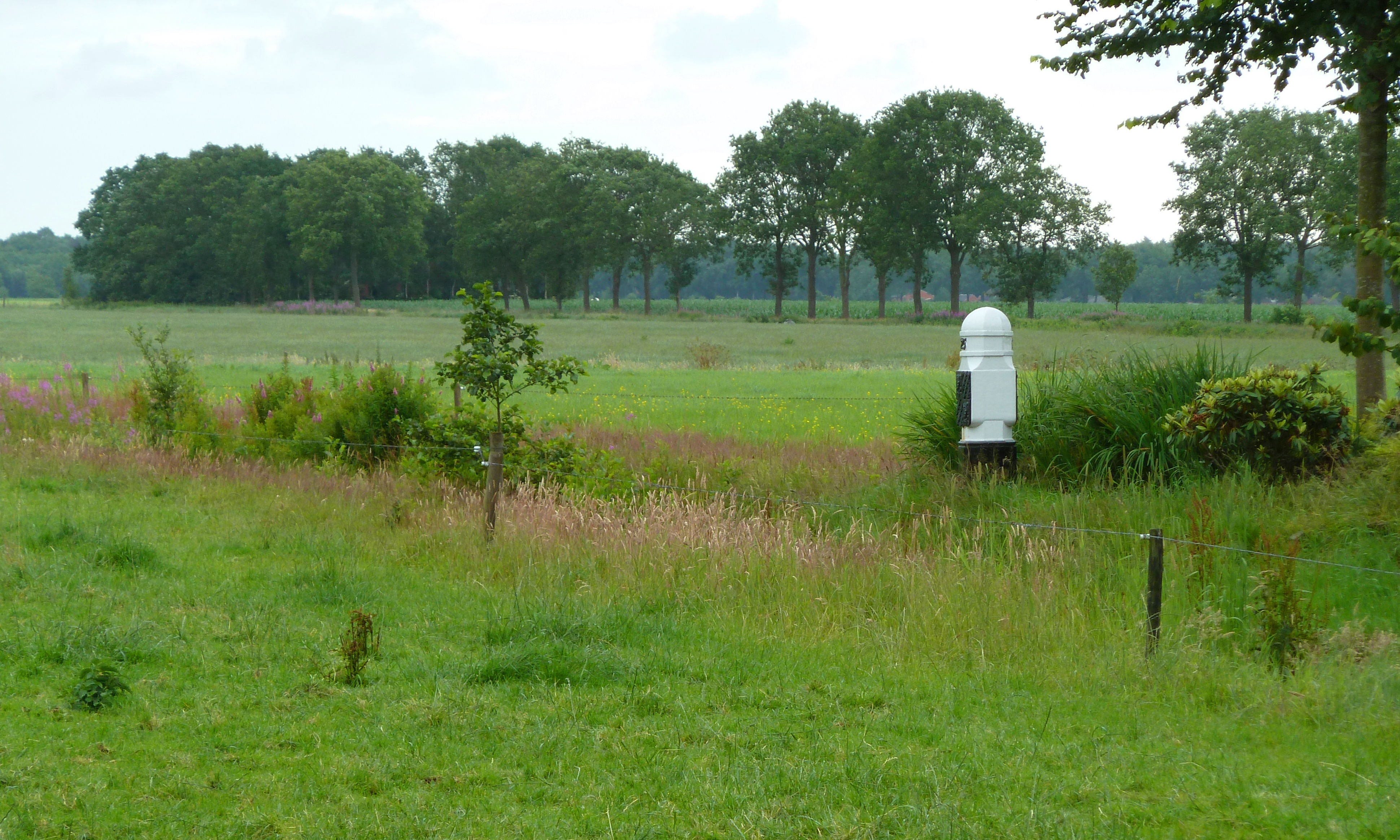
Grenspaal drie-provinciën-punt
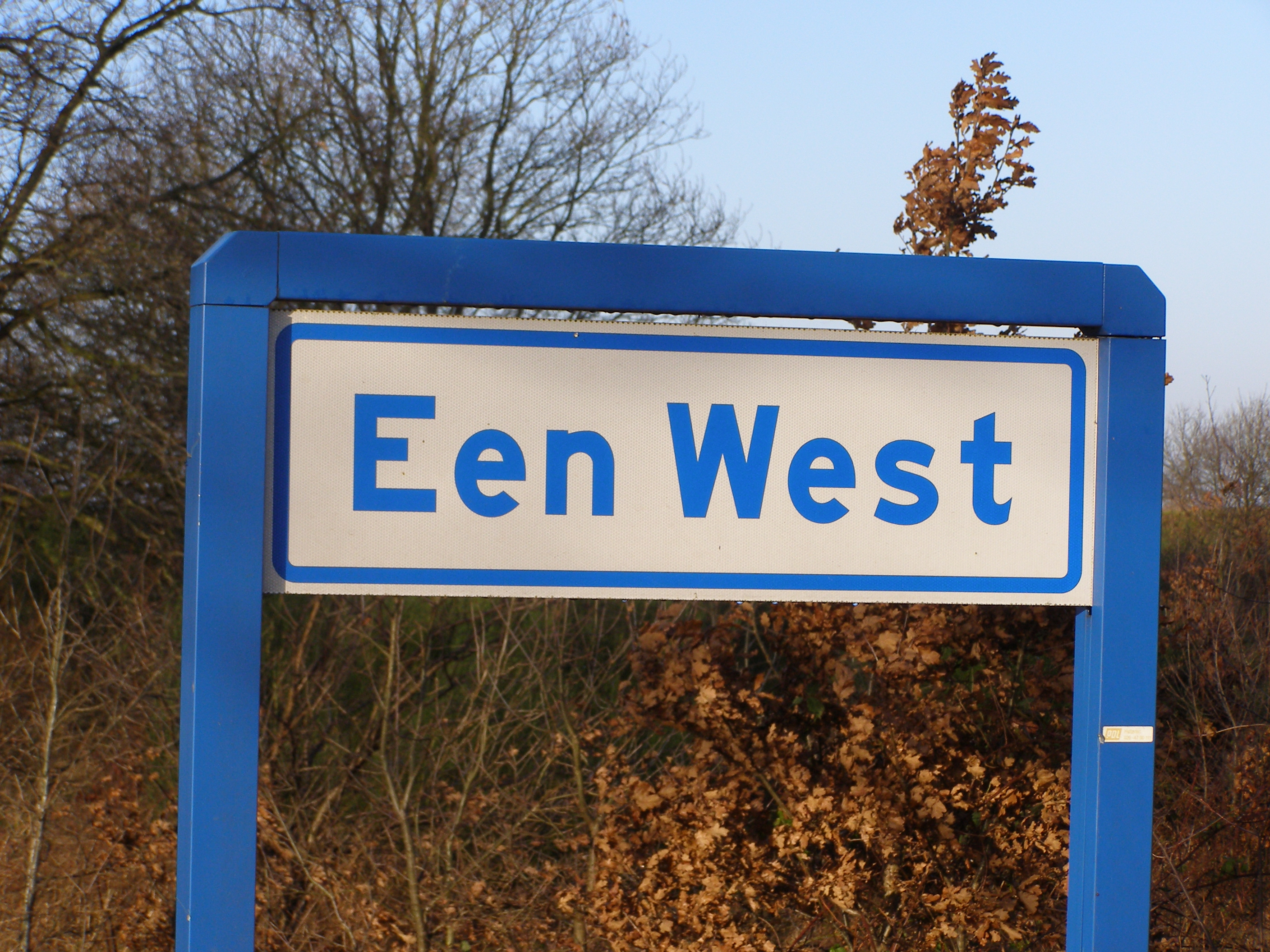
Plaatsnaambord (zonder koppelteken)

Hoofdplaats: Roden

Overige plaatsen: Allardsoog (deels) · Altena · Alteveer · Amerika · Boerlaan · Een · Een-West · De Streek · Foxwolde · Huis ter Heide · Klunderveen · Langelo · Lieveren · Leutingewolde · Matsloot · Nietap · Nieuw-Roden · Norg · Norgervaart (deels) · Oostindië (deels) · Peest · Peize · Peizermade · Peizerwold · De Pol · Roderesch · Roderwolde · Sandebuur · Steenbergen · Terheijl · Veenhuizen · Westervelde · Zuidvelde

Drenthe: Steden en dorpen      Nederland: Provincies · Gemeenten